# Ádám Sándor (labdarúgó)
Ádám Sándor (1918. július 21. – Toronto, 1974. április 7. előtt) válogatott magyar labdarúgó, csatár, jobbszélső.

## Pályafutása

### Klubcsapatban
1935-ig a Zuglói SE játékosa volt. 1936 és 1943 között az Újpest játékosa volt. A csapattal az 1938–39-es idényben bajnokságot nyert. Összesen 116 bajnoki mérkőzésen szerepelt és 37 gólt szerzett.
Néhány éves dél-amerikai tartózkodás után Kanadában telepedett le.

### A válogatottban
1939-ben két alkalommal szerepelt a válogatottban és egy gólt szerzett.

## Sikerei, díjai
- Magyar bajnokság
  - bajnok: 1938–39
  - 2.: 1937–38, 1940–41, 1941–42
  - 3.: 1936–37, 1939–40

## Statisztika

### Mérkőzései a válogatottban
| Magyarország | Magyarország        | Magyarország | Magyarország  | Magyarország | Magyarország | Magyarország | Magyarország | Magyarország |
| #            | Dátum               | Helyszín     | Hazai         | Eredmény     | Vendég       | Kiírás       | Gólok        | Esemény      |
| ------------ | ------------------- | ------------ | ------------- | ------------ | ------------ | ------------ | ------------ | ------------ |
| 1.           | 1939. március 19.   | Cork         | Írország      | 2 – 2        | Magyarország | barátságos   | -            |              |
| 2.           | 1939. augusztus 27. | Varsó        | Lengyelország | 4 – 2        | Magyarország | barátságos   | 1            | 31'          |
|              | Összesen            |              |               | 2            | mérkőzés     |              | 1            | gól          |